# 黑线乌梢蛇
黑线乌梢蛇（学名：Zaocys nigromarginatus）为游蛇科乌梢蛇属的爬行动物。分布于尼泊尔、锡金、印度、缅甸、泰国、越南、马来西亚、印度尼西亚、菲律宾以及中国大陆的四川、云南、西藏等地，常见于农耕地及其附近草坡上活动以及偶见于村寨及房舍内。其生存的海拔范围为1500至2000米。该物种的模式产地在印度大吉岭。

## 保护
本种于2023年被收录入《有重要生态、科学、社会价值的陆生野生动物名录》。